# Ulrich Beiger
Ulrich Beiger est un acteur allemand né le 26 août 1918 à Munich et décédé le 18 septembre 1996 dans cette même ville.

## Filmographie
- 1942 : Kleine Residenz : Möller
- 1949 : Die Reise nach Marrakesch : Mixer
- 1950 : Sensation im Savoy : Junger Inder
- 1950 : Skandal in der Botschaft
- 1951 : Die Sehnsucht des Herzens : Assistenzarzt
- 1951 : Rausch einer Nacht : Dr. Felix Fichtner
- 1952 : Christine la fille du forestier : Simmerl
- 1952 : Der eingebildete Kranke : Rolf
- 1952 : L'Auberge du Cheval Blanc : Sigismund
- 1954 : Clivia de Karl Anton
- 1954 : Die kleine Stadt will schlafen gehen
- 1954 : Le Destructeur de Georg Wilhelm Pabst
- 1954 : Portrait d'une inconnue : Auktionator
- 1955 : Das Schweigen im Walde : Diener Martin
- 1955 : Der Major und die Stiere : CIC-Leutnant Houseman
- 1955 : Oasis d'Yves Allégret : Friseur
- 1956 : Manöverball : Adjutant
- 1957 : Le Médecin et l'amour de Rolf Thiele : Prince Ali Hussni
- 1958 : Der lachende Vagabund
- 1958 : Eva küßt nur Direktoren : Mario Marinadi
- 1959 : Besuch aus heiterem Himmel : Dr Friedhelm von Säuerlich
- 1959 : Der Schäfer vom Trutzberg : Heini von Seeburg
- 1959 : La Grenouille attaque Scotland Yard de Harald Reinl : Everett
- 1960 : O, diese Bayern !
- 1960 : Scotland Yard contre Cercle rouge : Osborne
- 1960 : Scotland Yard contre le masque : Mr. Henry
- 1961 : Im schwarzen Rößl de Franz Antel : Sigismund (non crédité)
- 1961 : Der Fälscher von London de Harald Reinl : Inspecteur Rouper
- 1962 : Freddy und das Lied der Südsee
- 1962 : Max, der Taschendieb : Alleinunterhalter
- 1963 : La Grande Évasion de John Sturges : Preissen
- 1964 : Erzähl mir nichts : Kunde im Schreibbüro
- 1965 : Die Herren : Grischa - épisode 'Die Bauern'
- 1966 : Onkel Filser - Allerneueste Lausbubengeschichten : Vorsitzender (non crédité)
- 1968 : Bübchen : Kriminalkommissar
- 1969 : Klassenkeile  de Franz Josef Gottlieb : Professeur Hasemann
- 1970 : Die Feuerzangenbowle de Helmut Käutner
- 1971 : Jeunes filles chez le gynécologue d'Ernst Hofbauer : Père de Karin
- 1971 : Piège pour un évadé : Berndorf
- 1971 : Tante Trude aus Buxtehude de Franz Josef Gottlieb : Directeur de la banque
- 1971 : Wer zuletzt lacht, lacht am besten : Richard Mertens
- 1971 : Wir hau'n den Hauswirt in die Pfanne : Italienischer Wirt
- 1971 : Zwanzig Mädchen und die Pauker - Heute steht die Penne kopf
- 1972 : Le Château : Alwin Achsmann
- 1973 : Crazy – total verrückt de Franz Josef Gottlieb : Arzt
- 1973 : Les Messieurs de Saint-Roy
- 1973 : Love Bavarian Style : Conte Traverso
- 1974 : Auf der Alm da gibt's koa Sünd de Franz Josef Gottlieb : Arzt
- 1974 : Charlys Nichten : Dr. Stingl
- 1974 : Drei Männer im Schnee : Staatsanwalt
- 1974 : Es knallt - und die Engel singen : Don Rosario, the Godfather
- 1974 : Hau drauf, Kleiner : Morelli
- 1974 : Im Auftrag von Madame
- 1974 : Mordkommission
- 1974 : Oktoberfest! Da kann man fest… : Kovac
- 1975 : Das verrückteste Auto der Welt de Rudolf Zehetgruber : Marchese de la Pozzi
- 1975 : Ich denk', mich tritt ein Pferd de Theo Maria Werner
- 1975 : Les Collégiennes en folie de Walter Boos : Hubert (non crédité)
- 1977 : Das Gesetz des Clans d'Eugen York : Kommissar Ramirez
- 1977 : Jeux d'amour au collège d'Ernst Hofbauer : Kriminalkommissar Jenkel (non crédité)
- 1977 : Lady Dracula de Franz Josef Gottlieb
- 1977 : Natascha - Todesgrüße aus Moskau de Hans D. Bornhauser : Général Miller
- 1979 : Zwei tolle Käfer räumen auf de Rudolf Zehetgruber
- 1981 : Laß laufen, Kumpel de Franz Marischka : Lucca
- 1987 : Zärtliche Chaoten de Franz Josef Gottlieb
- 1991 : Driving Me Crazy de Jon Turteltaub : Klein